# Brändöskär
Brändöskär is een Zweeds eiland behorende tot de Lule-archipel in het noorden van de Botnische Golf. Brändönskär zelf is een rotsig eiland, dat in de loop der tijden vastgegroeid is aan het veel grotere Uddskär, maar veel bekender is. Brändöskär is afgeleid van de regio Brändön op het vasteland, waar vroeger en gemeenschap NorrBrändön woonde. Behalve het dorp is er geen bewoning. 
Aan de noordzijde van het eiland bevindt zich een baai, waaraan ook het dorpje Brändöskär ligt. De baai is gelegen ter hoogte van de landtong tussen Brändöskär en Uddskär. Het dorp en zijn inwoners waren vooral aangewezen op de visserij en hadden in 1820 de grootste vloot van de gehele archipel. Anno 2008 heeft men naast die werkzaamheden ook het (eko-)toerisme. Er groeien op het eiland bijzondere planten en het is tevens een broedplaats voor vogels. Ook het marien-toerisme is belangrijk; als het laatste /eerste bewoonde eiland voor / na de golf is het een komen en gaan van schepen en scheepjes. 
Brändöskär heeft een bootverbinding met Luleå. 

## Kapel
Het eiland heeft een eigen kapel, die in 1774 is gebouwd en in de jaren 1920-1929 is gerenoveerd. In de kapel treft men kunstwerken aan van de plaatselijke kunstenaar Erik Matslund. Er wordt maar twee keer per jaar een dienst gehouden, maar men kan er altijd terecht.

## Eiland
In vroeger tijden stond Brändöskär(et) voor alleen het zuidoostelijk eiland. Inmiddels zijn tal van eilanden vergroeid en zijn nu bekend onder één naam, te weten van noord naar zuid: 
- Saxskäret, een eiland dat 20 meter boven zeeniveau uit komt,
- Dödmanören, een klein tusseneiland,
- Uddskär(et), eigenlijk het hoofdeiland,
- Klubben, de landtong,
- Persögrundet, een zandplaat aan de landtong,
- Brändöskär(et) en
- Bådahällen, een zandplaat in het zuiden.